# Harald Zierfuß
Harald Zierfuß (* 2. Mai 2000 in Wien) ist ein österreichischer Politiker (ÖVP). Er war von September 2016 bis 2018 Österreichischer Bundesschulsprecher und ist seit der Landtags- und Gemeinderatswahl 2020 Mitglied des Wiener Landtags und Gemeinderats.

## Werdegang
Harald Zierfuß wuchs in Wien-Landstraße auf und besuchte von 2006 bis 2010 die Volksschule Kolonitzgasse und anschließend bis 2018 das Gymnasium Kundmanngasse. Er ist seit 2018 Mitglied der katholischen Studentenverbindung KAV Bajuvaria Wien im ÖCV.

## Politische Laufbahn
Zierfuß war im Schuljahr 2013/14 Unterstufensprecher des Gymnasiums Kundmanngasse und engagierte sich als Schulsprecher derselben Schule ab 2015 in der LandesschülerInnenvertretung Wien. Zwischen 2016 und 2018 war er AHS-Landesschulsprecher der Schülerunion. Ab dem 25. September 2016 war er gleichzeitig Bundesschulsprecher und in dieser Funktion Vertreter aller 1,1 Millionen Schülerinnen und Schüler Österreichs. Dieses Amt bekleidete er für zwei Perioden. Von 2016 bis 2018 war er in dieser Rolle auch Mitglied des Bundesvorstandes der Schülerunion Österreich. Während seiner Amtszeit als Bundesschulsprecher wurde die größte Schülerbefragung Österreich mit 30.000 Beteiligten durchgeführt und das Schülerparlament gesetzlich verankert.
Ab dem 17. März 2018 war er stellvertretender Vorsitzender der Jungen Volkspartei Wien, im Oktober 2021 wurde er als Nachfolger von Nico Marchetti zu deren Landesobmann gewählt.
Bei der Wiener Gemeinderatswahl 2020 kandidierte er als Jugendspitzenkandidat auf Platz 15 der Landesliste und Platz zwei im Wahlkreis Donaustadt. Mit 20 Jahren wurde Harald Zierfuß bei dieser Wahl der zum damaligen Zeitpunkt jüngste Abgeordnete im Wiener Landtag und Gemeinderat. Er erreichte Platz 7 der Vorzugsstimmen der Kandidaten der ÖVP in Wien.
In seiner ersten Legislaturperiode ist Zierfuß in den Ausschüssen  Europäische und internationale Angelegenheiten und Bildung, Jugend, Integration und Transparenz Mitglied. Zusätzlich ist er  Ersatzmitglied im Ausschuss für Klima, Umwelt, Demokratie und Personal sowie im Ausschuss für Petitionen.
Am 23. November 2024 wurde Zierfuß mit 98,3 % als Landesobmann der JVP Wien für drei weitere Jahre bestätigt. Sein Motto für die Landtags- und Gemeinderatswahl 2025 lautete „Wien wieder Zukunft geben“ und er forderte „30 Visionen für 2030“, sollte die ÖVP in die Wiener Stadtregierung kommen. Vor Beginn der 22. Wahlperiode wurde er im Mai 2025 als Nachfolger von Markus Wölbitsch zum ÖVP-Klubobmann gewählt.